# Pepita con tasajo

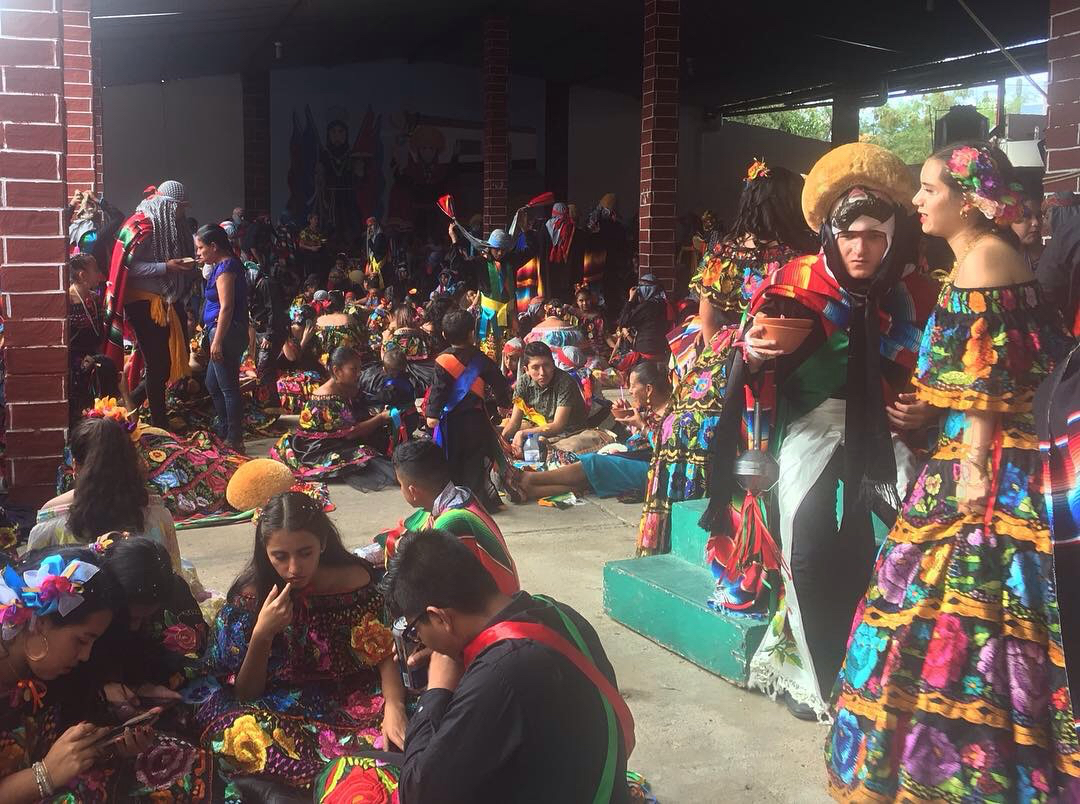
Gentes comiendo pepita con tasajo («la Comida Grande») durante la Fiesta de Enero en Chiapa de Corzo.

La pepita con tasajo es un platillo originario de la ciudad mexicana de Chiapa de Corzo, y que consiste en tiras de carne de res saladas y secadas (tasajo) cocidas y bañadas en una especie de mole de pepita de calabaza y arroz molidos, manteca y achiote. Se trata de un plato ceremonial, que se consume principalmente para la Fiesta de Enero de Chiapa, aunque en la actualidad también se puede servir para comidas familiares dominicales o en restaurantes de mantel largo. Por ser un platillo tan laborioso, se reserva para eventos especiales.
Es el plato principal de la Comida Grande de esta fiesta de Chiapa de Corzo, junto con el cochito horneado y la chanfaina.

## Significado ceremonial
Tradicionalmente, la pepita con tasajo se cocina y consume en las fiestas patronales de Chiapa de Corzo, ocurridas entre el 8 y el 23 de enero. Esta fiesta traza sus orígenes al siglo XVIII, cuando una terrateniente española llegó a Chiapa desde Guatemala buscando a un conocido curandero que sanase a su hijo enfermo. Gracias a las indicaciones del hombre, el niño quedó recuperado, y en agradecimiento, la mujer hizo traer desde sus tierras multitud de viandas para los indígenas chiapanecos, quienes estaban sufriendo una terrible hambruna causada por sequías y epidemias. Los indígenas se disfrazaron y danzaron para entretener al niño, de ahí el nombre de los actuales «parachicos».
Según esta leyenda popular de aquí nace la Fiesta Grande, y por ello se realiza una Comida Grande, que suele darse alrededor de las 14:00 como intermedio de las fiestas. A cargo de este gran banquete están las juntas de festejos y el prioste en turno. Este plato se regala a los parachicos y a las autoridades locales. A las demás gentes se les vende por módico precio (~$ 30).

### Origen
El origen de este plato es incierto, aunque podría estar en la recolección de calabaza, que se da en otoño justo antes de Día de Muertos; La calabaza se usa en ciertos postres y ofrendas del altar. En cambio, las semillas o pepitas se secan al sol y se guardan para ser consumidas con posterioridad. La carne, al salarla y deshidratarla, también se podía conservar fácilmente todo el invierno. La calabaza redonda o alargada se planta desde época prehispánica en las milpas, junto con el maíz, el frijol y el chile (triada de la milpa). Antiguamente eran las mismas familias que cocinaban la pepita con tasajo quienes cultivaban la calabaza.

## Preparación

### Ritos asociados a la preparación
Según la tradición chiapacorceña, no todo el mundo puede preparar la pepita con tasajo, ya que es un acto ritual; De hecho, existe la superstición popular que dice que nadie puede «tocar», ni siquiera «ver», la preparación más que las cocineras, ya que si alguien más le «echa el ojo», el guiso no espesará lo suficiente, se quedará sin sabor o agriará, o bien se cortará (es decir, que los ingredientes no liguen correctamente y se separen).
El procedimiento es laborioso y generalmente son las mujeres de la localidad las únicas que tienen la destreza para cocinar la pepita con tasajo, comenzándolo desde el día anterior o desde muy temprano (toda la madrugada desde la medianoche). La agrupación de mujeres suele ser la misma de un año para el otro, o varían según el prioste (quien posee al santo), que es quien organiza la comida. 
El cristianismo está muy extendido en la zona y es común que las cocineras se encomienden a Dios antes y durante la preparación del guiso. Según la tradición local, antes de empezar las mujeres solo comerán pan y beberán café, y durante las 3-4 h que tarden en prepararlo no pueden distraerse ni tan siquiera para ir al baño.
Aunque es raro que ocurra, a veces a un número limitado de hombres se les permite colaborar en la cocina, especialmente si son homosexuales. Por lo general, los hombres solo ayudan a cargar las cazuelas o a preparar la leña, y en la mayoría de casos no ayudan en nada.

### Receta
En primer lugar se debe hervir la carne seca, y el caldo sobrante se reserva para usarse después. 
Las pepitas de calabaza se tateman y se muelen. Antiguamente se molían en molcajete o en metate, mientras que hoy en día es más común llevarlo a un molino o batirlo en la licuadora. Hasta hace relativamente poco también se usaba leña para cocinar el guiso, aunque con la modernización se están usando cada vez más las estufas eléctricas. Los cazos de barro y palos de madera sí que se siguen utilizando como antaño. La madera del utensilio debe provenir de palo blanco, no de ocote, ya que afectaría al sabor. También los granos de arroz se tateman y se muelen. El achiote se mezcla con el arroz o la pepita molida.
En un perol, se mezclan las pepitas molidas con el caldo y se cuelan para separar el bagazo. La manteca se agrega antes o después de la cocción, a veces no se usa. Luego se agregan el arroz molido y se cocina por un mínimo de 3 h removiendo a menudo. La tradición dicta que «para batir los ingredientes, la pala debe moverse desde el centro del perol en forma centrífuga y en sentido levógiro [antihorario]».
La preparación aquí descrita se basa en la preparación tradicional de Chiapa de Corzo, sin embargo las recetas pueden variar de una región a otra. En otras comunidades, por ejemplo, se suele aromatizar con epazote, o agregarle tomate, cebolla y pimienta. Según el Diccionario enciclopédico de la Gastronomía Mexicana, los ingredientes son: tasajo, pepita de calabaza, jitomate, ajo, cebolla, achiote, chile y arroz. Según E. Gómez Córdova, licenciado en Gastronomía, los ingredientes son 5: pepita, arroz, tasajo, manteca y achiote.
Al acabar el guiso, y si no se ha cortado, repican las campanas y lanzan los cohetes. Se sirve a los participantes de la fiesta en la comida del mediodía, en cada cuenco dos tiras de tasajo y un cucharón del mole, acompañado de tortillas, chile blanco y alguna bebida tradicional como pozol o tascalate (maíz disuelto en agua y endulzado) o chucho con rabia (aguardiente de caña).